# SN 1998ct
SN 1998ct – supernowa typu IIn odkryta 29 czerwca 1998 roku w galaktyce UGC 10062. W momencie odkrycia miała maksymalną jasność 16,10m.